# 肯·达赫蒂
肯·達赫蒂（英語：Ken Doherty，1969年9月17日—），出生于爱尔兰首都都柏林，现役职业斯诺克选手。
达赫蒂打球以的讲究击球的策略，经常打出单杆高分而著称。因此也获得了Crafty Ken的绰号。
在转为职业选手之前，达赫蒂是一位业余选手，并在1989年获得了世界业余锦标赛的冠军。1993年，在成为职业选手3年之后，获得了自己职业生涯第一个冠军——威尔士王室公开赛冠军。在1997年的世界锦标赛上，达赫蒂一路过关斩将。在决赛中以18-12击败史蒂芬·亨得利获得冠军，从而成为继克里夫·桑本之后，世锦赛历史上第二位非英国籍的冠军选手。同时也是首位世界业余锦标赛和世界职业锦标赛的双料冠军选手。第二年，他的世界排名也上升到其个人最佳的世界第三。
达赫蒂的妻子Sarah Prasad是一位心理学者，出生在澳大利亚，目前在都柏林工作。他们在2001年12月正式结婚。
他是英超曼联队的忠实球迷。
於2000年B&H大師賽，达赫蒂曾經嘗試打147，可是打失了最後的黑球而失敗。直至2012年的Paul Hunter Classic賽才在正式比赛中打出满分。

## 夺冠情况

### 排名赛事
- 世界锦标赛（1997年）
- 威尔士王室公开赛（1993年、2001年）
- 马耳他大奖赛（2000年）
- 泰国大师赛（2001年）

### 其它赛事
- 爱尔兰大师赛（1998年）
- 马耳他大奖赛（1997年）